# Ruckinge
Ruckinge es una parroquia civil y un pueblo del distrito de Ashford, en el condado de Kent (Inglaterra).

## Geografía
Según la Oficina Nacional de Estadística británica, Ruckinge tiene una superficie de 13,91 km².

## Demografía
Según el censo de 2001, Ruckinge tenía 727 habitantes (48,69% varones, 51,31% mujeres) y una densidad de población de 52,26 hab/km². El 19,67% eran menores de 16 años, el 75,52% tenían entre 16 y 74 y el 4,81% eran mayores de 74. La media de edad era de 40,09 años. Del total de habitantes con 16 o más años, el 20,55% estaban solteros, el 67,12% casados y el 12,33% divorciados o viudos.
El 96,69% de los habitantes eran originarios del Reino Unido. El resto de países europeos englobaban al 0,83% de la población, mientras que el 2,48% había nacido en cualquier otro lugar. Según su grupo étnico, el 98,77% eran blancos, el 0,82% mestizos y el 0,41% negros. El cristianismo era profesado por el 77,9%, el judaísmo por el 0,41%, el islam por el 0,41% y cualquier otra religión, salvo el budismo, el hinduismo y el sijismo, por el 0,41%. El 11,73% no eran religiosos y el 9,14% no marcaron ninguna opción en el censo.
375 habitantes eran económicamente activos, 368 de ellos (98,13%) empleados y 7 (1,87%) desempleados. Había 268 hogares con residentes, 7 vacíos y 5 eran alojamientos vacacionales o segundas residencias.